# Русениј Веки (Јаши)
Русениј Веки (рум. Rusenii Vechi) насеље је у Румунији у округу Јаши у општини Холбока. Oпштина се налази на надморској висини од 93 m.

## Становништво
Према подацима из 2002. године у насељу је живело 552 становника, од којих су сви румунске националности.